# Gotocogegodegí
Gotocogegodegí (Ocoteguebo, Cotogudeo, Cotogeho, Cutugueo, Venteguebo, Guocotegodí, Ocotegueguo). /‘gente del país de las flechas’; Os Habitantes do Bambuzal/- Pleme Guaycuruan Indijanaca iz grupe istočnih Mbaya, nastanjeni nekada u brazilskoj državi Mato Grosso do Sul. Ime im znači  'stanovnici zemlje strijela' .  